# Eiga Go! Princess Pretty Cure - Go! Go!! Gōka 3-bon date!!!
Eiga Go! Princess Pretty Cure - Go! Go!! Gōka 3-bon date!!! (映画 Ｇｏ！プリンセスプリキュア Ｇｏ！Ｇｏ！！豪華３本立て！！！?, Eiga Go! Purinsesu Purikyua Go! Go!! Gōka san-bon date!!!, Eiga Go! Princess Precure Go! Go!! Gōka 3-bon date!!!, lett. "Go! Princess Pretty Cure - Il film: Go! Go!! Tre parti sfarzose!!!") è un film del 2015 diretto da Yukio Kaizawa, Akifumi Zako e Hiroshi Miyamoto.
È il diciannovesimo film d'animazione tratto dal franchise Pretty Cure di Izumi Tōdō e l'unico relativo alla dodicesima serie Go! Princess Pretty Cure. Il film è diviso in tre parti: la prima, intitolata Cure Flora to itazura kagami (キュアフローラといたずらかがみ? lett. "Cure Flora e lo specchio birichino"), e l'ultima, intitolata Precure to Refi no wonder night! (プリキュアとレフィのワンダーナイト！? lett. "La meravigliosa notte delle Pretty Cure e di Refi!"), sono realizzate in CGI, mentre la seconda parte, Pumpkin Ōkoku no takaramono (パンプキン王国のたからもの? lett. "Il tesoro del Regno Pumpkin"), è animata normalmente.

## Trama

### Cure Flora to itazura kagami
Cure Flora si imbatte in uno specchio dietro al quale si nasconde un quintetto di fantasmi che si prende gioco di lei, copiando il suo aspetto. Durante la lite, la Pretty Cure finisce per rompere il suo cerchietto di cristallo e, per riparare al danno, i fantasmi si trasformano per lei in un abito a forma di zucca.

### Pumpkin Ōkoku no takaramono
Dopo aver combattuto contro uno Zetsuborg, Haruka e le altre vengono improvvisamente teletrasportate nel Regno Pumpkin, un regno interamente coltivato a zucche, dove si tiene un congresso per determinare chi sarà la nuova principessa del paese; tuttavia ciò si rivela essere una trappola per catturarle messa in atto da Warp, ministro del regno, il quale tiene prigioniera la vera principessa, Pumplulu, e ha fatto perdere la memoria ai sovrani, facendo cadere sotto il suo giogo l'intero regno contro la volontà dei cittadini. Attraverso una serie di singole prove, il budino alla zucca preparato da Haruka fa riacquistare la memoria al re e alla regina e, liberata Pumplulu, le Pretty Cure ricevono il potere della Miracle Princess Light, unito a quello dei sogni dei cittadini del Regno Pumpkin, sconfiggendo definitivamente il nemico. Come ringraziamento, Pumplulu invita le ragazze a corte per partecipare al gran ballo.

### Precure to Refi no wonder night!
La bambola sulla scrivania di Haruka, Refi, prende vita e porta Haruka, Minami, Kirara e Towa nel suo mondo affinché sconfiggano il malvagio Night Pumpkin, il quale ha preso controllo del regno, privandolo della luce. Quando tutto sembra perduto, grazie alla Miracle Princess Light, viene ripristinata la luce e il regno torna alla normalità.

## Personaggi esclusivi del film
Fantasmi birichini (いたずらおばけ?, Itazura obake)
Appaiono in Cure Flora to itazura kagami. Sono cinque piccoli fantasmi verdi che si nascondono dietro allo specchio e riescono a trasformarsi e copiare l'aspetto di qualsiasi cosa.
Principessa Pumplulu (パンプルル姫?, Panpururu hime)
Appare in Pumpkin Ōkoku no takaramono. È la principessa del Regno Pumpkin, molto gentile e amichevole con i suoi sudditi. Viene fatta prigioniera da Warp e rimossa dalla memoria dei suoi genitori, ma viene salvata dalle Pretty Cure.
Re (王様?, Ō-sama) & Regina (お妃様?, Okisaki-sama) del Regno Pumpkin
Appaiono in Pumpkin Ōkoku no takaramono. Sono il re e la regina del Regno Pumpkin. Warp fa loro il lavaggio del cervello, rimuovendo dalla loro memoria Pumplulu. Indossano molti gioielli. Tornano alla normalità assaggiando il budino preparato da Haruka. Il re è sempre alla ricerca di un nuovo tipo di zucca da poter utilizzare in nuove ricette, mentre la regina, di buon cuore, è brava a cucire abiti per sua figlia.
Pan (パン?, Pan), Puu (プウ?, Puu) & Kin (キン?, Kin)
Appaiono in Pumpkin Ōkoku no takaramono. Sono tre piccole fate del Regno Pumpkin che vogliono molto bene alla principessa Pumplulu. Il loro aspetto è simile a quello delle zucche. Non parlano e comunicano attraverso gesti.
Warp (ウォープ?, Uōpu)
Appare in Pumpkin Ōkoku no takaramono. È il ministro del Regno Pumpkin al servizio dei sovrani. Porta all'occhio sinistro un monocolo. È lui che tiene prigioniera la principessa Pumplulu e ha rimosso ogni suo ricordo dalla mente dei genitori, facendo cadere sotto il suo giogo l'intero regno contro la volontà dei cittadini. In origine era un membro dei Dysdark, che però abbandonò insoddisfatto di giustificare le proprie abilità. Tramite un libro di cristallo teletrasporta le Leggendarie Guerriere nel regno per poterle catturare e aggiungere alla sua collezione di tesori ed è in grado di trasformarsi in un tremendo mostro con le sembianze di un camaleonte. Viene sconfitto dall'attacco di gruppo Halloween Éclair delle Pretty Cure e il suo libro, ironicamente, fa apparire la scritta "THE END", sparendo insieme al suo proprietario.
Refi (レフィ?, Refi)
Appare in Pumpkin Ōkoku no takaramono come bambola fatta a mano della principessa Pumplulu e in Precure to Refi no wonder night! come principessa del regno invaso da Night Pumpkin. È una bambola che prende vita e chiede aiuto alle Pretty Cure per liberare il suo regno dalla minaccia di Night Pumpkin. È una bambina molto coraggiosa e determinata, ma anche fragile.
Night Pumpkin (ナイトパンプキン?, Naito Panpukin)
Appare in Precure to Refi no wonder night!. È colui che ha invaso il mondo di Refi, privandolo della luce, e tiene prigionieri i sovrani. Ha il corpo di umano e la testa di zucca. Viene sconfitto definitivamente dal potere della Miracle Princess Light.

## Oggetti magici
Miracle Princess Light (ミラクルプリンセスライト?, Mirakuru Purinsesu Raito)
È una piccola torcia con l'estremità di cristallo a forma di cuore giallo decorato che proietta un fascio di luce. Trasforma il coraggio in un nuovo potere per le Pretty Cure, consentendo loro di ottenere le Pumpkin Dress-Up Key. In Precure to Refi no wonder night!, è la chiave per ripristinare la luce nel regno di Refi.
In Giappone, quando è uscito il film, le Miracle Princess Light sono state realmente distribuite al pubblico nelle sale, difatti nella sequenza introduttiva del lungometraggio si vedono Pafu e Aroma spiegare come utilizzarla per incitare le Pretty Cure durante la visione.
Pumpkin Dress-Up Key (パンプキンドレスアップキー?, Panpukin Doresu Appu Kī)
Sono quattro chiavi a forma di zucca. Vengono ottenute dal potere dei sogni dei cittadini del Regno Pumpkin muniti della Miracle Princess Light. Inserite nel Princess Palace permettono alle Pretty Cure di trasformarsi nelle loro Mode Elegant Halloween e di eseguire l'attacco di gruppo Halloween Éclair.

## Trasformazioni e attacchi
- Trasformazione (Halloween (ハロウィン?, Harōuin)): le Pretty Cure si trasformano nelle loro Mode Elegant Halloween grazie alle Pumpkin Dress-Up Key e al supporto della Miracle Princess Light. Evocando il Princess Palace, prima Cure Mermaid, Cure Twinkle e Cure Scarlet inseriscono le loro Pumpkin Dress-Up Key nel Princess Palace, poi anche Cure Flora inserisce la sua e fa suonare il carillon, attivando le quattro Dress-Up Halloween Mode Elegant.

- Halloween Éclair (ハロウィン・エクレール?, Harōuin Ekurēru): è l'attacco delle Pretty Cure, eseguito con il Princess Palace e le Pumpkin Dress-Up Key. Dopo essersi trasformate in Mode Elegant Halloween evocando il Princess Palace, le Pretty Cure si dispongono in cerchio attorno al nemico al quale lanciano quattro raggi di luce di colore rosa, blu, giallo e rosso, che formano una spirale che lo avvolge, purificandolo e facendolo esplodere in fuochi d'artificio che uniti raffigurano una zucca. A fine attacco, rivolgendosi al nemico ormai sconfitto, Cure Flora dice "Felice giornata!" (「ごきげんよう！」?, "Gokigen'yō!").

## Luoghi
Regno Pumpkin (パンプキン王国?, Panpukin Ōkoku)
È un regno interamente coltivato a zucche. Nei sotterranei del palazzo reale vi è una fabbrica in cui i cittadini lavorano la zucca per poi creare nuove ricette.

## Colonna sonora
| Nº | Titolo CD | Numero tracce | Data uscita      |
| -- | --- | ------------- | ---------------- |
| 1  | Sharin' Miracle / Happy Happening♪ | 4             | 28 ottobre 2015  |
| 2  | KIRA KIRA / AKARI | 4             | 4 novembre 2015  |
| 3  | Eiga Go! Princess Precure - Go! Go!! Gōka 3-bon date!!! - Original Soundtrack (映画 Ｇｏ！プリンセスプリキュア Ｇｏ！Ｇｏ！！豪華３本立て！！！ オリジナル・サウンドトラック?) | 28            | 11 novembre 2015 |
| 4  | Precure eiga shudaika Collection 3 (プリキュア映画主題歌コレクション３?) | 26            | 31 ottobre 2018  |

### Sigle
La prima parte non ha né sigla di testa né sigla di coda, mentre l'ultima parte solo quella di coda. La sigla originale di apertura è composta da Ryō Watanabe con il testo di Shōko Ōmori, la prima di chiusura da mito con il testo di Kaori Mochida, e la seconda di chiusura da Rei Ishizuka con il testo di Mike Sugiyama.
Sigla di apertura
- Miracle Go! Princess Precure (Ｍｉｒａｃｌｅ Ｇｏ！プリンセスプリキュア?), cantata da Karin Isobe, per Pumpkin Ōkoku no takaramono

Sigla di chiusura
- KIRA KIRA, cantata dagli Every Little Thing, per Pumpkin Ōkoku no takaramono
- Yume wa mirai he no michi (夢は未来への道?), cantata da Rie Kitagawa, per Precure to Refi no wonder night!

## Distribuzione

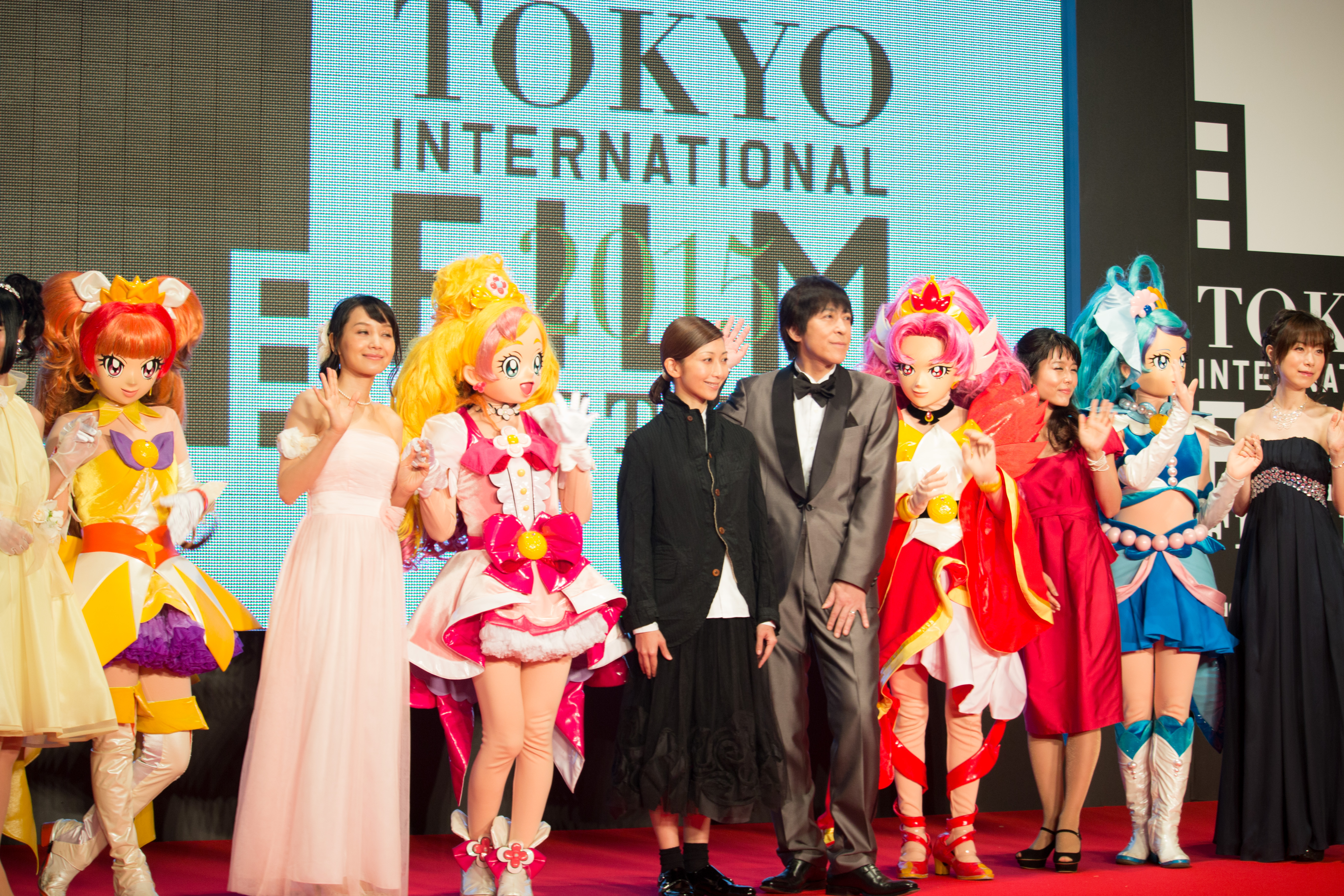
I kigurumi delle Pretty Cure con le loro doppiatrici e gli Every Little Thing alla prima del film durante la 28ª edizione del Tokyo International Film Festival

Come per Eiga Dokidoki! Pretty Cure - Mana kekkon!!? Mirai ni tsunagu kibō no dress, il film è stato proiettato in anteprima assoluta il 24 ottobre 2015 alla ventottesima edizione del Tokyo International Film Festival ed è approdato nelle sale cinematografiche giapponesi il 31 ottobre 2015. Il DVD e il Blu-ray sono usciti il 16 marzo 2016.

## Accoglienza
Nel primo fine settimana di proiezione, il film si è classificato al quarto posto nel box office giapponese, guadagnando 129.383.300 yen su un totale di 118.292 biglietti venduti. L'incasso totale è di 560 milioni di yen circa.

## Altri adattamenti
Un adattamento in cartaceo relativo soltanto alla seconda parte del film, Pumpkin Ōkoku no takaramono, è stato pubblicato da Kōdansha il 28 ottobre 2015 con ISBN 978-4-06-344628-9.
Il 15 marzo 2017 la casa editrice KK Bunko ha pubblicato il romanzo di 240 pagine Monogatari Go! Princess Precure: Hana to Refi no bōken (物語 Ｇｏ！プリンセスプリキュア 花とレフィの冒険? lett. "Go! Princess Pretty Cure - Il racconto: L'avventura di Hana e Refi"), scritto da Sakurako Akino e illustrato da Hiroshi Miyamoto (soltanto la copertina) e Yasumi Agatsuma con ISBN 978-4-06-199594-9, seguito dell'ultima parte del film.